# Чингіль
46°40′18″ пн. ш. 90°22′40″ сх. д. / 46.67156° пн. ш. 90.37777° сх. д.
Чингіль (також Цінхе, від кит. 青河县, пін. Qīnghé Xiàn, трансліт. Qinggil) — один із повітів КНР у складі префектури Алтай, СУАР. Адміністративний центр — містечко Чингіль.

## Географія
Північ повіту розташована у межах Монгольського Алтаю, у центральній частині знаходиться долина Булган-Голу, а південь лежить у Джунгарській пустелі.

### Клімат
Повіт знаходиться у зоні, котра характеризується кліматом помірних степів та напівпустель. Найтепліший місяць — липень із середньою температурою 20,2 °C. Найхолодніший місяць — січень, із середньою температурою -21,4 °С.
| Клімат повіту Чингіль                              | Клімат повіту Чингіль | Клімат повіту Чингіль | Клімат повіту Чингіль | Клімат повіту Чингіль | Клімат повіту Чингіль | Клімат повіту Чингіль | Клімат повіту Чингіль | Клімат повіту Чингіль | Клімат повіту Чингіль | Клімат повіту Чингіль | Клімат повіту Чингіль | Клімат повіту Чингіль | Клімат повіту Чингіль |
| Показник                                           | Січ.                  | Лют.                  | Бер.                  | Квіт.                 | Трав.                 | Черв.                 | Лип.                  | Серп.                 | Вер.                  | Жовт.                 | Лист.                 | Груд.                 | Рік                   |
| Середній максимум, °C                              | −12,5                 | −7,1                  | 2,2                   | 13,6                  | 20,1                  | 25,5                  | 27,3                  | 26                    | 20,1                  | 11,4                  | −0,8                  | −10,4                 | 9,6                   |
| Середня температура, °C                            | −21,4                 | −16,3                 | −5,5                  | 6,6                   | 13                    | 18,5                  | 20,2                  | 18,2                  | 11,7                  | 3,4                   | −8,5                  | −18,4                 | 1,8                   |
| Середній мінімум, °C                               | −27,4                 | −23,3                 | −12,2                 | 0,1                   | 5,7                   | 11                    | 12,9                  | 10,5                  | 4,3                   | −2,9                  | −13,8                 | −23,9                 | −4,9                  |
| Норма опадів, мм                                   | 10.3                  | 7.1                   | 9                     | 13.1                  | 15.4                  | 26.6                  | 29.2                  | 20.1                  | 13.7                  | 13.3                  | 22.8                  | 13.7                  | 194.3                 |
| Вологість повітря, %                               | 74                    | 73                    | 65                    | 49                    | 44                    | 47                    | 51                    | 50                    | 50                    | 59                    | 72                    | 75                    | 59                    |
| -------------------------------------------------- | --------------------- | --------------------- | --------------------- | --------------------- | --------------------- | --------------------- | --------------------- | --------------------- | --------------------- | --------------------- | --------------------- | --------------------- | --------------------- |
| Джерело: Дані метеостанції №51186 (КНР, 1991-2020) |                       |                       |                       |                       |                       |                       |                       |                       |                       |                       |                       |                       |                       |